# Locked Doors
Locked Doors è un film muto del 1925 diretto da William C. de Mille, scritto e sceneggiato da Clara Beranger. Aveva come interpreti Betty Compson, Theodore Roberts, Kathlyn Williams, Theodore von Eltz, Robert Edeson.

## Trama
Per permettere al padre invalido di vivere confortevolmente i suoi ultimi anni, Mary Reid si rassegna a sposare Norman Carter, un ricco architetto molto più vecchio di lei. Durante una vacanza in montagna a casa di amici, Mary conosce John Talbot. I due si innamorano ma poi devono lasciarsi. Benché lei non lo sappia, Talbot è un giovane protetto di suo marito e suo socio in affari. Tornato in città, il giovane, disperato, confida al suo mentore di essersi innamorato di una donna sposata e Carter, per aiutarlo a dimenticare, gli suggerisce di passare qualche tempo ospite a casa sua. Nel rivedersi, i due innamorati riescono a nascondere la sorpresa e a fingere di non conoscersi. La sorella di Norton, però, ben presto comincia a sospettare una loro relazione, facendo partecipe dei suoi dubbi il fratello. Mary e John prendono la decisione di rinunciare al loro amore e di dirsi addio. Si incontrano, per l'ultima volta, nella stanza di lei. Ma, al piano di sotto, scoppia un incendio. Corso in camera di Mary per metterla in salvo, Carter trova i due amanti insieme. Dopo che l'incendio è domato e il pericolo è finito, Carter annuncia alla moglie che ha deciso di mettersi da parte e di mandare in Italia John finché loro due non avranno divorziato e lei sarà libera di sposare l'uomo che ama.

## Produzione
Il film fu prodotto dalla Famous Players-Lasky Corporation.

## Distribuzione
Il copyright del film, richiesto dalla Famous Players-Lasky Corp., fu registrato il 16 dicembre 1924 con il numero LP20919.
Negli Stati Uniti, il film - presentato da Jesse L. Lasky e Adolph Zukor - fu distribuito dalla Paramount Pictures il 5 gennaio 1925. In Finlandia, il film uscì il 14 marzo 1927.
Non si conoscono copie ancora esistenti della pellicola che viene considerata presumibilmente perduta.